# Качулат макак
Качулат макак (Macaca nigra, наричан още Целебески черен макак) е примат от Стария свят разпространен в Югоизточна Азия.

## Разпространение
Видът е разпространен в крайните североизточни части на остров Сулавеси източно от река Онгак Думога и планината Паданг. Отделни популации се срещат и на съседните островчета Манадотуа и Талисе, а в миналото и на остров Лембех, но днес там е изчезнал. В естествените си местообитания популацията е намаляла с 80% в резултат на лов, а в крайните западни части на ареала, където се припокриват с този на горонталския макак се наблюдава наличието на междувидове кръстоски.
Видът е интродуциран и на остров Бакан, част от Молукските острови, където популацията наброява около 100 000 индивида.

## Описание
Космената покривка на тялото е черна с изключение на няколко бели косъма по раменете. Лицето е голо. Неестествен белег за приматите е наличието на добре изразени червено-кафяви очи. Подобно на останалите макаци муцуната е дълга, скулите високи, а на върха на главата има изразителен кичур по-дълга космена покривка. Опашката е с дължина едва от около 2 cm и е подобна на малко чуканче. С обща дължина на тялото от 44 до 60 cm и тегло от 3,6 to 10,4 kg, това е един от най-малките видове макаци.

## Поведение
Качулатите макаци са дневни животни. По-голяма част от живота си прекарват по дърветата включително и търсенето на храна и съня. Живеят в групи от 5 – 25 индивида. При по-малките групи има само един самец, а при по-големите техния брой достига до 4 индивида. Съотношението между женските и мъжките обикновено се движи около 4:1. След достигане на полова зрялост мъжките индивиди са принудени да напуснат групата и известна част от живота си прекарват в ергенски групи преди да намерят и се установят в самостоятелна смесена група.

## Хранене
Маймуните от вида са плодоядни като около 70% от диетата им се състои от плодове. Останалата част от диетата им включва листа, пъпки, семена, гъби, птици и яйца на птици, насекоми, гъсеници и от време на време малки гущери или жаби. Консумират и растителна култивирана храна като овощни плодове и зеленчуци и царевица.

## Размножаване
Бременността продължава 174 дни. Раждат по едно малко, което кърмят около една година. На три – четири годишна възраст достигат полова зрялост като обикновено женските съзряват малко по-късно от мъжките. Продължителността на живота му е около 20 години.

## Маймунско селфи
През 2011 г. британският фотограф натуралист Дейвид Слейтър пътува до Индонезия за да снима качулати макаци. По време на подготовката на техниката му обаче един женски макак взел и се укрил с фотоапарата му като успял да си направи няколко снимки. Повечето от тях се оказали неизползваеми, но част от тях били ясни и по-късно Слейтър ги разпространява като „маймунско селфи“. Сътрудник на Уикипедия качва снимките в Общомедия като се позовава на факта, че снимките са правени от животно, а животните съгласно Закона за авторското право на САЩ не могат да притежават авторските права. Слейтър подава искане снимките да бъдат изтрити от Общомедия поради факта, че той не може да получава възнаграждения от използването им. През 2014 г. Фондация Уикимедия отхвърля неговото искане за авторски права.
Според Слейтър загубите му от публикуването на снимките в Общомедия възлизат на около 10 хил. британски лири.